# ブレッサンヴィード
ブレッサンヴィード（伊: Bressanvido）は、イタリア共和国ヴェネト州ヴィチェンツァ県にある、人口約3,200人の基礎自治体（コムーネ）。

## 地理

### 位置・広がり

#### 隣接コムーネ
隣接するコムーネは以下の通り。括弧内のPDはパドヴァ県所属を示す。
- ボルツァーノ・ヴィチェンティーノ
- ポッツォレオーネ
- サン・ピエトロ・イン・グ (PD)
- サンドリーゴ

### 気候分類・地震分類
気候分類では、zona E, 2400 GGに分類される。
また、イタリアの地震リスク階級 (it) では、zona 2 (sismicità media) に分類される。